# François Marie Daudin
François Marie Daudin (ur. 29 sierpnia 1776, zm. 30 listopada 1803) – francuski zoolog.
Studiował fizykę i historię naturalną.
W latach 1799–1800 rozpoczął  Traité élémentaire et complet d'Ornithologie, jedną z pierwszych wówczas książek o ornitologii, której jednakże nie ukończył. W 1800 opublikował Recueil de mémoires et de notes sur des espèces inédites ou peu connues de mollusques, de vers et de zoophytes (Zbiór notatek i wspomnień o nowych o mało znanych gatunkach bezkręgowców wodnych, robaków i zwierząt "roślino-podobnych").
W 1802 opublikował prace z dziedziny herpetologii Histoire naturelle des reinettes, des grenouilles et des crapauds (Historia naturalna żab drzewnych, żab i ropuch) w 1802, a w latach 1802–1803 Histoire naturelle, générale et particulière des reptiles (Historia naturalna gadów) w 8 tomach. Dzieło to zawierało dane o 517 gatunkach (niektóre opisane po raz pierwszy), zebrane po przebadaniu ponad 1100 egzemplarzy.